# Nová Lehota
Nová Lehota es un municipio del distrito de Nové Mesto nad Váhom en la región de Trenčín, Eslovaquia, con una población estimada a final del año 2024 de 192 habitantes.
Se encuentra ubicado al oeste de la región, cerca del río Váh (cuenca hidrográfica del Danubio) y de la frontera con la región de Trnava y la República Checa.

## Demografía
| Año        | 1994 | 2004     | 2014     | 2024    |
| ---------- | ---- | -------- | -------- | ------- |
| Población  | 277  | 230      | 198      | 192     |
| Diferencia |      | −16,96 % | −13,91 % | −3,03 % |

| Año        | 2023 | 2024    |
| ---------- | ---- | ------- |
| Población  | 197  | 192     |
| Diferencia |      | −2,53 % |